# 凯斯琳·赫里斯
凯斯琳·赫里斯（英語：Kathleen Herles，1990年11月13日—）是美國的女配音員，著名的作品有《愛探險的朵拉》中的朵拉。
凯斯琳·赫里斯出生在紐約皇后區，她的父母來自秘魯的利馬。她曾學習芭蕾、踢踏舞、爵士舞、戏剧、嘻哈、鋼琴和配音。她在四歲時被雪莉·格兰特公司的經理發掘。
凯斯琳·赫里斯在2008年畢業於鹿公園高中，當時已在學校的「The Wiz」及「Footloose」等作品中演出，後來就讀佩斯大學。
2008年時，凯斯琳·赫里斯因為帶牙齒固定器影響其聲音，結束了她為朵拉的配音。

## 得獎/提名
凯斯琳·赫里斯在2007年曾被Imagen獎提名為最佳電視女主角，2007年及2008年也被美國有色人種促進協會提名有色人种促进协会形象奖的青年/兒童系列傑出表現獎